# Glossocheilifer bidentatus
Glossocheilifer bidentatus är en skalbaggsart som beskrevs av Lea 1919. Glossocheilifer bidentatus ingår i släktet Glossocheilifer och familjen Melolonthidae. Inga underarter finns listade i Catalogue of Life.